# 河口駅 (雲南省)
河口駅（かこうえき、中文表記: 河口站、正体字: 河口站）は中華人民共和国雲南省紅河ハニ族イ族自治州河口ヤオ族自治県にある中国国鉄昆明鉄路局が管轄する駅である。隣のラオカイ駅との間にベトナムとの国境を有する。
2015年3月27日に当駅と昆玉河線の河口北駅を結ぶメーターゲージの連絡線が開通した。

## 隣の駅
中国国鉄
昆河線
山腰駅 - 河口駅 (- ラオカイ駅 ※ハノイ・ラオカイ線に接続)
昆玉河線
河口北駅 - 河口駅